# Ātea
Ātea é uma linha de foguetes de sondagem originários da Nova Zelândia, criados pela empresa Rocket Lab. Sua principal característica, é a concepção do combustível, é um composto tixotrópico, chamado Hybrid 90A.

## Etimologia
O termo Ātea, na Língua maori, significa espaço.

## Histórico
O primeiro lançamento do modelo Ātea 1, ocorreu em 30 de novembro de 2009, levando uma carga útil de 2 kg a 120 km de altitude. Esse modelo foi projetado para impulsionar um dardo aerodinâmico de 90 cm de altura e 5,8 cm de diâmetro, com possibilidade de carregar experimentos científicos simples.
A Rocket Lab, também projetou um modelo maior chamado Ātea 2

## Características
O Ātea 1, é um foguete de dois estágios, movido a combustível híbrido, com as seguintes características:
- Altura: 6 m
- Diâmetro: 15 cm (1º estágio)
- Massa total: 60 kg
- Carga útil: 2 kg
- Apogeu: 150 km
- Estreia: 30 de novembro de 2009
- Último: 30 de novembro de 2009
- Lançamentos: 1

O Ātea 2, é um foguete de dois estágios, movido a combustível híbrido, com as seguintes características:
- Altura: 6 m
- Diâmetro: 25 cm (1º estágio)
- Massa total: 250 kg
- Carga útil: 70 kg
- Apogeu: 250 km
- Estreia:
- Último:
- Lançamentos: